# Deseilligny (månekrater)
Deseilligny er et lille nedslagskrater på Månen. Det befinder sig på Månens forside i den sydlige del af Mare Serenitatis og er opkaldt efter den franske selenograf Jules A.P. Deseilligny (1868 – 1918).
Navnet blev officielt tildelt af den Internationale Astronomiske Union (IAU) i 1935. 

## Omgivelser
Deseillignykrateret ligger øst-sydøst for Besselkrateret.

## Karakteristika
Deseilligny er et skålformet krater med lav rand. Det indeholder ikke særlige landskabstræk.

## Måneatlas
- Deseilligny%7C0 Billeder af  Deseillignykrateret i LPI-måneatlasset